# Celos (telenovela)
Celos es una telenovela chilena producida y emitida Canal 13 durante el segundo semestre de 1982. Adaptación de la telenovela argentina Piel naranja, de Alberto Migré de 1975, fue dirigida por José Caviedes.

## Argumento
El matrimonio de Joaquín Salas Bau (José María Langlais) y su mujer, Clara (Ximena Vidal), es disparejo. Él es un hombre ya entrado en los cuarenta, en sus segundas nupcias (había enviudado) y muy celoso de su mujer, mucho más joven que el. Durante un viaje ella se marcha de casa junto con su madre. Con el tiempo conoce a uno de los pretendientes de su hijasta, Juan Manuel (Ramón Farías), con quien hay un flirteo, pues el desconoce la condición de casada de Clara. Durante una ida a Buenos Aires de Joaquín, propuesta por su amigo Luciano Aracena (Carlos Matamala) para que supere sus celos enfermizos, Clara vuelve a tener un encuentro con Juan Manuel, escena que es vista por un hijastro de Clara quien la denuncia con la madre de Joaquín, Amparo (Ángela Morel), que la odia profundamente. Así comenzará la martirizante historia de Clara por salir adelante.

## Elenco

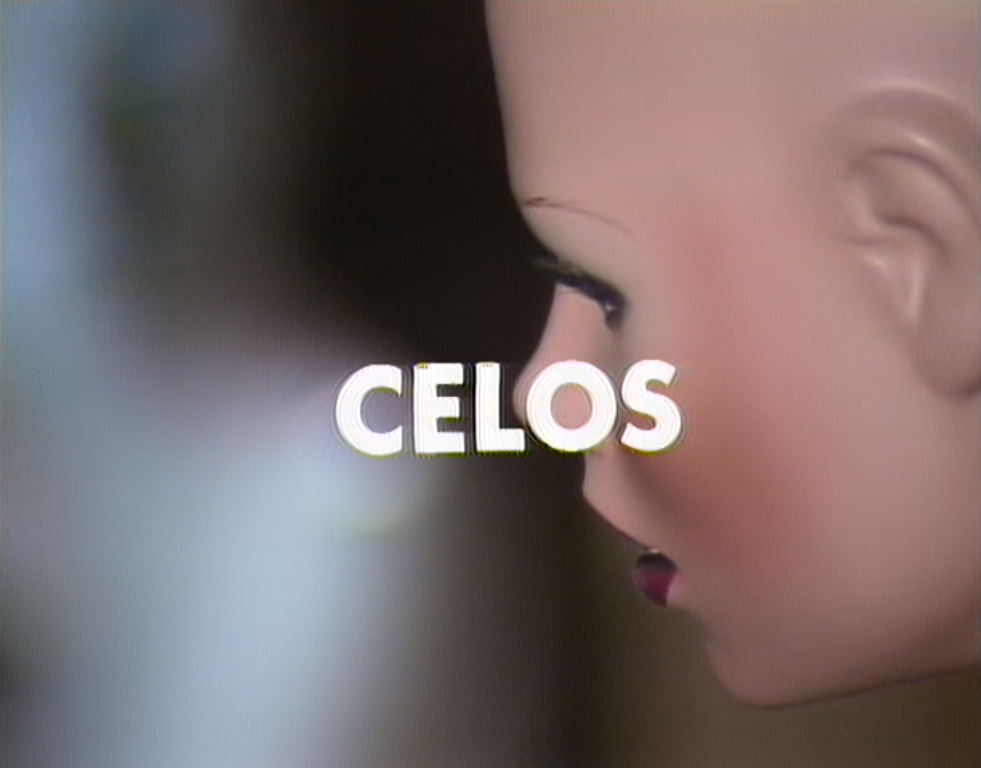
Captura de imagen de entrada de la telenovela.

- José María Langlais como Joaquín Salas-Bau
- Ximena Vidal como Clara Romero Echenique
- Ramón Farías como Juan Manuel Carrasco
- Silvia Piñeiro como Elena Echenique
- Patricia Guzmán como Chita Balmaceda
- Gloria Barrera como Yolanda Giordano
- Ángela Morel como Amparo, madre de Joaquín
- María Teresa Fricke como Angélica
- Carlos Matamala como Luciano Arocena
- Myriam Palacios como Clotilde Ledesma
- Carlos Echenique como Exequiel "Quelo" Salas-Bau
- Florencia Velasco como María Lidia "Marilí" Salas-Bau
- Ernesto Gutiérrez como Hugo
- Karla Stein como Blanca Carrasco
- Nena Campbell como Asunción, madre de Juan Manuel
- Óscar Olavarría como Gabriel Pinto
- Jorge Gajardo como Javier Peñalba Campos
- Marta Cáceres como Iris Melgarejo
- Greta Nielsen como Otilia Bermúdez
- Blanca Löwe (Kika) como Concepción Matienzo
- María Verónica Salazar como Gloria "Neche" Nevechenco
- Fritz Khüne como Don Matías
- Elena Muñoz como Anita
- Yoya Martínez como la madre de Yolanda Giordano
- Cecilia Cucurella como Amanda Orrego Bendi
- Mario Montilles como el Mago Oronzo

## Versiones
- Piel naranja (1975), una producción de LS 85 TV Canal 13., fue protagonizada por Marilina Ross y Arnaldo André.

## Curiosidades
- Es la segunda teleserie chilena en usar placement en la que Juan Manuel Carrasco, el personaje interpretado por Ramón Farías, tenía una bodega con productos Lucchetti y conducía un furgón Fiat Fiorino con logotipos de esta marca.
- El actor argentino José María Langlais, quien interpretaba al doctor Castillo en Piel naranja, caracterizó al personaje principal "Joaquín Salas" en la adaptación chilena.
- Retransmitida en 2019, en tres horarios, a través de REC TV, señal de programas del recuerdo de Canal 13.